# Кохання — це вечірка
«Кохання — це вечірка» («L'amour est une fête») — французький кінофільм 2018 року, знятий режисером Седріком Анже, з Гійомом Кане і Жилем Лелушем у головних ролях.

## Сюжет
Напарники-поліцейські Франк та Серж проникають у світ французької порноіндустрії початку 1980-х. Працюючи під прикриттям, вони організують власний бізнес із виробництва фільмів, але заходять надто далеко.

## У ролях
- Гійом Кане — Франк / Мартен
- Жиль Лелуш — Серж
- Ксавьє Бовуа — Анрі Пачард
- Мішель Фо — Моріс Фогель
- Кантен Дольмер — Венсан
- Жад Ларош — Лола Еррера
- Антонітасан Джесутасан — Аким
- Люсі Дебе — Алекс
- Ксавьє Алькан — Джон Бакарді
- Гійом Вердьє — Ліонель
- Крістіан Мазуччіні — Брюно
- Фредерік Мерло — Робер, оператор
- Камілль Раза — Віржіні на прізвисько Каприс
- Жозефіна Де Ла Бом — Лінда
- Маерилін Жесс — Надін
- Еліза Башир Бей — Меліса
- Альбан Сере — Мішель
- Клементіна Баер — Наталі
- Марк Брюне — Жорж Шалва
- Кімберлі Закін — Медісон
- Інге ван Брюстегем — Шейла
- Валерія Ніков — Хлоя
- Меган Леміель — Памела
- Жаннік Гравелінс — Андре д'Апіс
- Крістіан Грегорі — Базен
- Метью Десертен — Марк
- Шарлотта Джеральд — Пауліна
- Аарон Серфаті — Жеремі
- Жан Абейє — батько Фогеля
- Жонатан Будіна — Сімон
- Катрін Денев — камео
- Луї-До де Ланкесе — власник особняка
- Жан-Луї Барселона — епізод
- Ромен Лесафре — хлопець Хлої
- Ніколя Ронші — член знімальної групи
- Джоан Альмера — стриптизерка
- Аурелія Алькаїс — дружина власника особняка
- Міло Да Мота-Редон — син власників
- Ніна фон Ренне — епізод
- Александра Девульфа — епізод
- Себастьєн Лабаді — тренер з тенісу
- Армел Казедепац — епізод
- Жюстін Бланкар — помічник
- Джеральдін Лаві — член знімальної групи
- Люсьєн Жаклін — член знімальної групи
- Жак Ланж — камео
- Анж Руз — член знімальної групи
- Майкл Макмурран — клієнт секс-шопу

## Знімальна група
- Режисер — Седрік Анже
- Сценарист — Седрік Анже
- Оператор — Томас Хардмейєр
- Композитор — Жюлія Боем
- Художник — Катя Вишкоп
- Продюсери — Олів'є Дельбоск, Надя Камліші, Адріан Політовський, Мартен Мец (асоц.), Енн Рапчік,
Беата Сабува (асоц.), Емільєн Біньон (асоц.), Крістін де Жекель (ісп.), Беата Сабова